# 水平與垂直
水平和垂直是两个相互关联的表述，这两个词及其对称性与语境有关（例如二维和三维情形、使用平面近似的地表或球形地球等）。
在地理学语境下，当某个方向与当地重力方向相同时，称这个方向为“垂直方向”。 在一般情况下，东西，是垂直可以从上到下(或)，如y-轴在 笛卡尔坐标系统的。一般而言，垂直的物体可以在上下方向上画出来，例如直角坐标系中的y轴。

## 英语单词的历史
英语单词“horizontal”（水平）源自horizon（水平线），而“vertical”（垂直）一詞源自拉丁文 （垂線），“vertex”（頂點）一詞亦源自同一字根。

## 二維空間

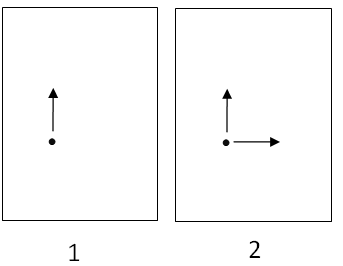

在欧几里得平面中的二维直角坐标系中，若选定一个方向为“y方向”（右图1），则“x方向”自动得到确定（右图2）。称y方向为垂直，x方向为水平。这两个方向本质上是等价的。
在确定的平面直角坐标系中：
1. 通过平面上的任意P点，有且仅有一条垂直线和一条水平线。
2. 垂直线是所有平行于垂直方向的直线，水平线是所有平行于水平方向的直线。
3. 水平直线不相互交叉。
4. 垂直直线不相互交叉。

在三维情况中，这些性质未必成立。

## 三维空间
在三维情况下，除了水平线与垂直线，还有水平面与垂直面。若已规定一个方向为垂直方向，那么所有与这个方向正交的平面即为水平面。所有与水平面正交的平面式垂直面。通过空间中一点，只有一个水平面，但有无穷多个垂直面。这是由三维空间带来的特性，二维空间中的对称性不再成立。

## 参看
- 水平面（英语：Horizontal plane）
- 地平線
- 笛卡儿坐标系
- 地平坐標系
- 天頂